# Sertularia mediterranea
Sertularia mediterranea is een hydroïdpoliep uit de familie Sertulariidae. De poliep komt uit het geslacht Sertularia. Sertularia mediterranea werd in 1890 voor het eerst wetenschappelijk beschreven door Marktanner-Turneretscher. 